# Casa Domnească cu cramă din Urlați
Casa Domnească cu cramă este o clădire monument istoric situată în localitatea componentă Valea Crângului a orașului Urlați.
După tradiție construcția ar fi una din reședințele vremelnice ale lui Constantin Brâncoveanu. Amplasarea sa în mijlocul fostelor vii vremelnice ale Brâncoveanului, pare-se de vreo 10 ha, într-un punct de unde se putea supraveghea întreaga vale a Cricovului Sărat, sprijinită de aserțiunile lui Radu Greceanu, în cronica vieții domnului, după care toamna la culesul viilor domnul obișnuia să zăbovească prin vii câteva zile (bunăoară se știe că în toamna lui 1705 domnul vine la viile sale de la Scăeni, unde stă 5-6 zile), ca și de faptul că în 1711, deși primise poruncă din partea vizirului să se oprească la Gherghița, în gura Urlaților la Albești, s-au mutat stabilind aici tabăra militară , iar în apropierea viei, în cartierul Mărunțiș, se află două cruci de piatră contemporane domniei sale sunt câteva argumente care sprijină ideea ctitoriei brâncovenești.
Construcția, compusă din subsol și parter înălțat, a servit drept locuință și cramă. Subsolul (folosit pentru tescuirea strugurilor, prepararea și depozitarea vinurilor și a uneltelor viticole) este accesibil doar din exterior. Una din pivnițe nu este situată sub parter, ci sub terasa clădirii, o parte întinzându-se și sub pământ. Din această pivniță pornește un tunel cu înălțimea de 180 cm și lățimea de 70 cm, care nu poate fi explorat. Parterul cuprinde 10 încăperi de locuit cu holuri și un pridvor acoperit, susținut de stâlpi din lemn și arcade. Pereții clădirii sunt din cărămidă tencuită (interiorul pivniței netencuit). În aripa stângă, pereții sunt căptușiți la exterior, cu piatră cioplită. Grosimea pereților la parter este de \45 cm, iar la pivniță de 80 cm (pereții despărțitori interiori doar de 60 cm). La fațadă, clădirea beneficiază de două contraforturi masive.
Construcția își păstrează în mare parte forma originală, intervențiile ulterioare fiind mai evidente în aripa stângă și la pivniță. Stilul construcției este vădit popular. După cutremurul din 1977, edificiul a necesitat reparații.